# ریچارد داوالوس
ریچارد داوالوس (انگلیسی: Richard Davalos; ۵ نوامبر ۱۹۳۰ – ۸ مارس ۲۰۱۶) هنرپیشه اهل ایالات متحده آمریکا بود.
از فیلم‌ها یا برنامه‌های تلویزیونی که وی در آن نقش داشته‌است می‌توان به لوک خوش‌دست، قهرمانان کلی، و شرق بهشت اشاره کرد.